# Temple mormon de Cardston
Le temple mormon de Cardston est un temple de l'Église de Jésus-Christ des saints des derniers jours situé dans la ville de Cardston dans l'Alberta. Construit en 1923, c'est le 8e temple mormon à avoir été construit, et le 6e encore debout. Il est classé en tant que lieu historique national du Canada depuis 1992.

## Histoire

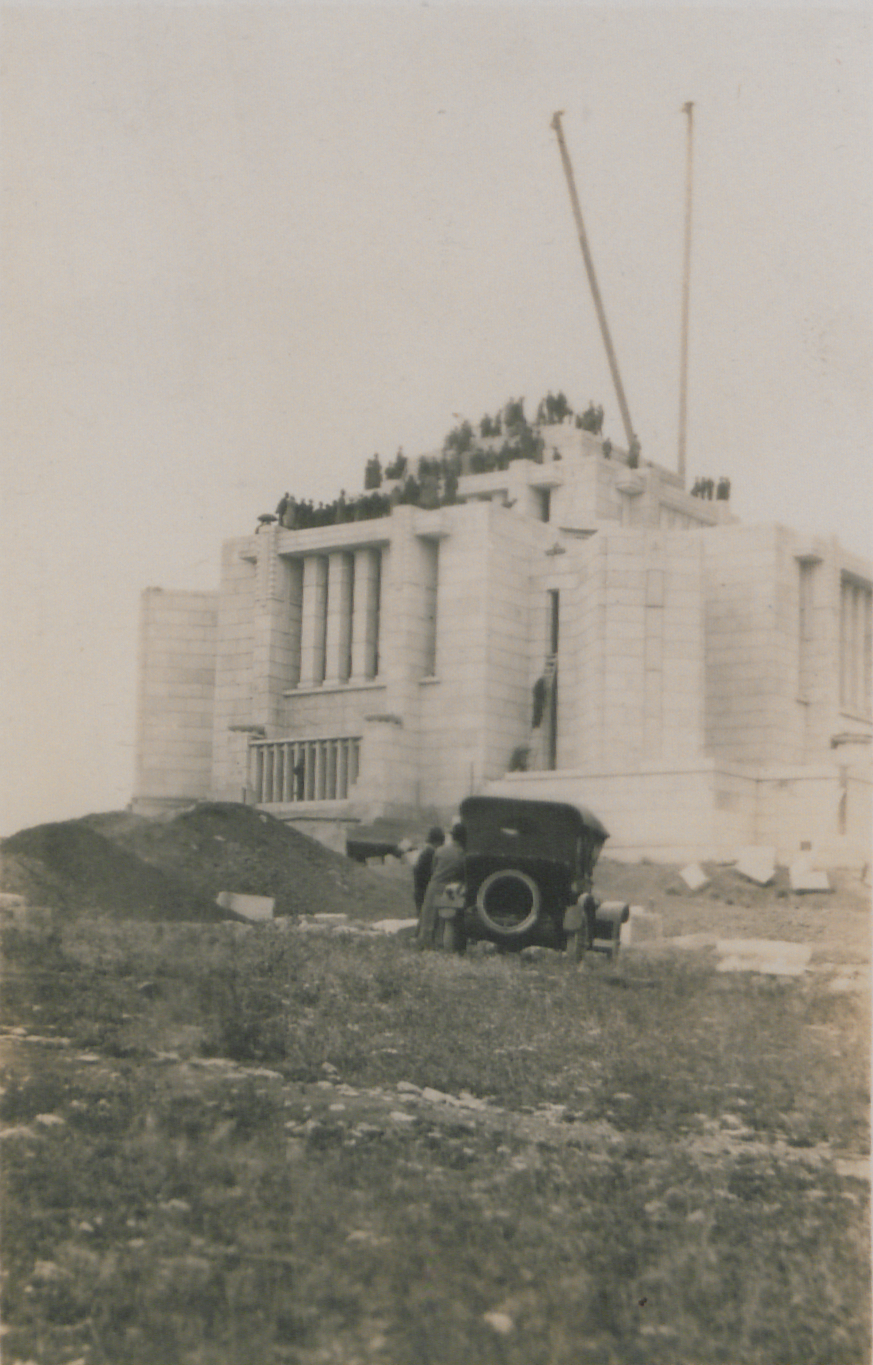
Finition du toit en 1917.

Le temple mormon de Cardston est le premier temple mormon construit à l'extérieur des États-Unis. Il est situé à Cardston, une petite communauté à 24 km de la frontière canado-américaine fondée par des mormons en 1887. La construction du temple a été annoncée le 27 juin 1913 et a débuté en novembre de la même année. La construction du temple a duré dix ans, la construction ayant été retardée par la Première Guerre mondiale. Pour financer sa construction, des visites ont été organisées entre 1920 et 1923. Il a été consacré en août 1923 par Heber J. Grant.
Dans les années 1950, l'ancien tabernacle qui se trouvait sur le site est démoli, et le terrain est aménagé, pour lui donner un aspect plus dégagé. La fermeture d'une rue adjacente permet de construire une nouvelle cour.
Le 6 novembre 1992, le temple est reconnu lieu historique national du Canada par la Commission des lieux et monuments historiques du Canada, principalement à cause de l'exécution et la qualité de ses matériaux et du fait qu'il s'agit du premier temple mormon du pays.

## Architecture
Il s'agit de l'un des huit temples sans statue de l'ange Moroni et l'un des trois temples sans flèche, les deux autres étant le temple mormon de Laie et le temple mormon de Mesa. Le temple compte quatre salles d'ordonnance, cinq salles de scellement et une superficie de 8 200 m2. Le granit utilisé pour les murs extérieurs provient de Nelson en Colombie-Britannique.
Les plans du temple sont dessinés par les architectes Hyrum Pope (en) et Harold W. Burton (en) : il s'agit du premier temple dont les plans ont été dessinés par un architecte. Ces plans ont servi d'inspiration au temple de Laie. L'architecture du temple, résolument moderne, mélange le style de la Prairie School, avec des emprunts évoquant les Mayas et les Aztèques. Il s'agit aussi du premier temple sans salle de réunion de la prêtrise, marquant la transition vers des temples multifonctionnels.